# Endogena krafter
De endogena krafterna är krafter i jordens inre som påverkar jordytan. De lyfter upp och bildar nya bergsområden.
Det finns olika typer av endogena krafter. Dessa är veckning, förkastning, vulkanisk aktivitet, landsänkning och landhöjning. Resultatet av dessa krafter kan till exempel bli gravsänkor och horstar. Även tsunami, som till exempel den i Indiska oceanen 2004. Endogena krafter är motsatsen till exogena krafter.

## Bergskedjebildningar
Inom alla kontinenter finns idag stabila urbergssköldar. En sådan är den som omfattar Kolahalvön, Finland och större delen av Sverige utanför fjällkedjan. Den urbergsskölden kallas för Fennoskandiska (eller baltiska) skölden. Urbergssköldarna är prekambriska, med andra ord bildade före kambrium. Berggrunden inom urbergssköldarna har under lång tid påverkats av olika nedbrytande krafter. De tidigare höga bergen har nötts ned till sina "rötter" och bildar nu ibland en relativt jämnvågig slätt, ett peneplan. Genom plattornas rörelser har nya bergskedjor uppkommit och lagts till urbergssköldarna. Vid skölden började för cirka 450 miljoner år sedan den kaledoniska veckningen. Den pågick i ungefär 100 miljoner år. Förutom vår bergskedja, Skanderna. Mellan devon och perm för 350-245 miljoner år sedan inträffade åter en orolig period med omfattande bergskedjebildningar. Då tillkom bland annat Uralbergen, Appalacherna (södra delen) och Great Dividing Range i Australien. Den perioden kallas den variskiska eller heryniska. I samband med veckningarna bildades sänkor, i vilka stora mängder organiskt material lagrades. I anslutning till berg från denna tid finns därför jordens största stenkolsförekomster.

## Vulkaner
Vulkaner kallas sprickor i berggrunden där magma rinner upp. Sprickorna bildas på grund av kontinentaldriften. Om magman har legat i en grotta och byggt upp ett tryck slungas magman ut och kan förstöra närliggande städer. Många städer byggs nära vulkaner på grund av den bördiga marken runt vulkaner.
När magman kommer upp och stelnar bildar den berg, det vill säga en endogen kraft. Om magman är trög och långsam blir det en så kallad "sköldvulkan".
Vulkaner kan förstöra mycket för människor men det finns några fördelar med dem. En sak är bergvärme, att man tar vara på den värme som finns under marken. Nära vulkaner är marken extra varm och bergvärme är mer effektivt.

## Bergartscykeln
Jorden förändras hela tiden. Ny bergartsmassa väller fram ur vulkaner och skapar nytt land. Nya bergskedjor bildas när litosfärplattorna stöter ihop. Samtidigt som jordytan byggs upp arbetar andra krafter med att bryta ned den igen. Ras, skred, rinnande vatten, is och vind förflyttar det lösa materialet från högre till lägre nivåer och det mesta hamnar slutligen på havsbottnen. Där hopas sedimenten i lager på lager. Avlagringarna blir med tiden allt mäktigare och tyngre. De understa lagren utsätts för ett enormt tryck och kittas ihop till sedimentära bergarter. De kan i samband med bergskedjeveckning även tryckas ned djupare i jordskorpan, hettas upp och genomgå en omvandling, en metamorfos. Kanske smälts de ned helt och blir till granit för att så småningom lyftas upp igen i form av nya bergskedjor. En sådan materiens kretslopp - en bergartscykel - tar hundratals miljoner år.

## Berggrunden

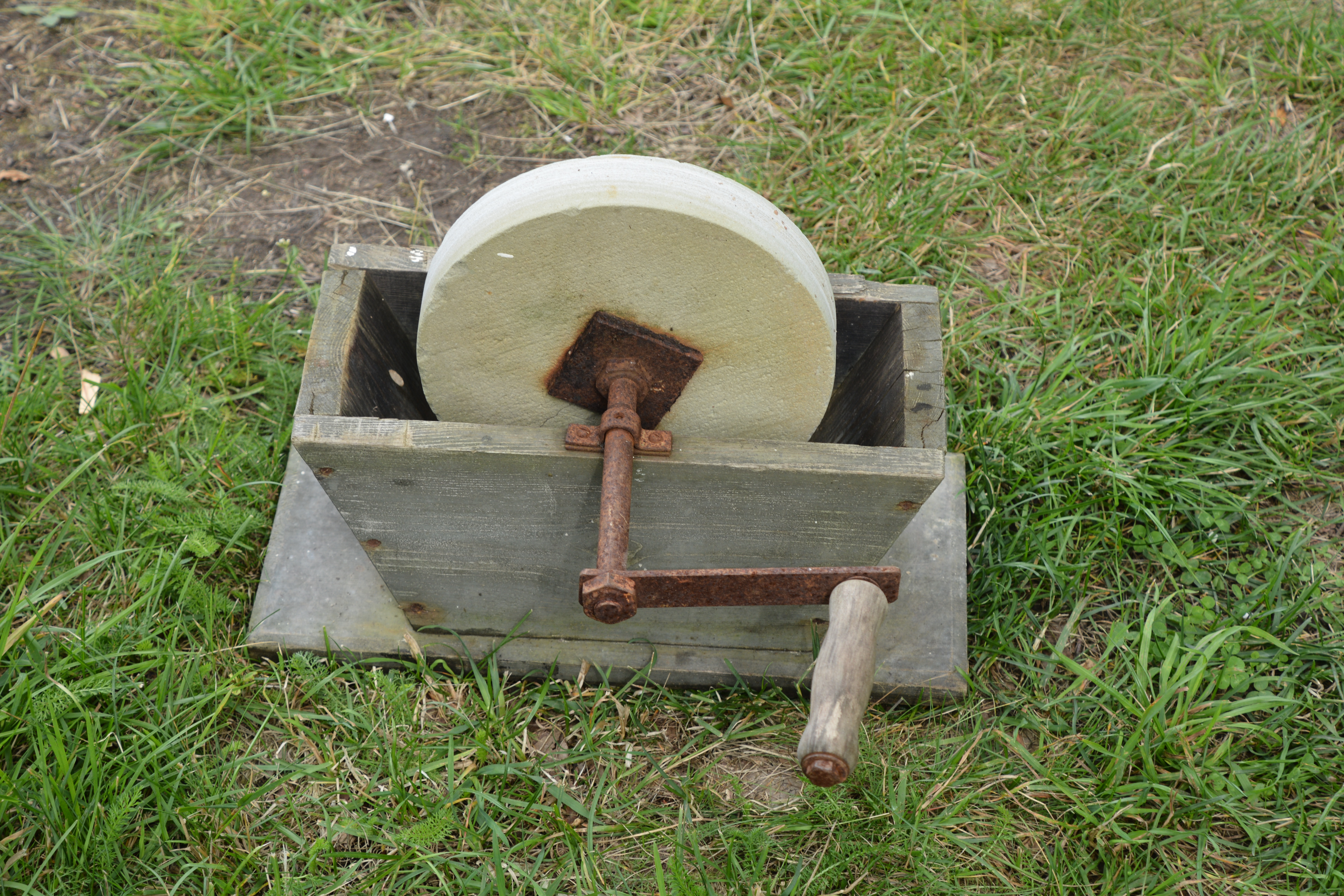
Svensk mindre slipsten av sandsten av traditionell typ

Slipad kalksten används till plattsättning i golv och trappor. Den känns lätt igen genom att den innehåller tydliga fossil i form av till exempel rörformade ortoceratiter. Bergarterna granit och sandsten används också som byggnadsmaterial, till exempel som fasadsten. Granit används också till gravstenar och som kantsten längs trottoarer. Även sandsten används till gravstenar. Tidigare användes sandsten som kvarnsten för malning av spannmål och som slipsten för att vässa eggen på knivar, liar med mera.
Diabas är en mörk magmatisk bergart. Den används för tillverkning av stenull, det vill säga som isoleringsmaterial. Den bryts dock främst för att krossas till vägbeläggningsmaterial. I Sverige finns diabas bland annat i de västgötska platåbergen. Porfyr är en ljusprickig magmatisk bergart med ljusa korn. Den används idag som vägbeläggningsmaterial men har förr använts som prydnadssten i form av urnor, vaser, ljusstakar eller byggnadsdetaljer. I Sverige har det förekommit brytning och bearbetning av porfyr i Älvdalen i Dalarna.